# 563
563 (DLXIII) fue un año común comenzado en lunes del calendario juliano, en vigor en aquella fecha.

## Acontecimientos
- El Concilio de Braga condena como herejía al priscilianismo.
- San Columba, exiliado de Irlanda, funda el monasterio de Iona en Escocia.

## Nacimientos
- Nace en este año, posiblemente, el magnate Chindasvinto, futuro rey de los visigodos.